# 焼鯖そうめん
焼鯖そうめん（やきさばそうめん）は、滋賀県長浜市周辺の湖北地域に伝わる郷土料理。鯖そうめん（さばそうめん）とも呼ばれる。

## 特色
農繁期である5月に、農家へ嫁いだ娘を持つ親が忙しい娘を気遣い、実家から嫁ぎ先に焼鯖を届ける「五月見舞い」という湖北地方の習慣に由来する。農繁期に気軽に作って食べられる料理として、また客をもてなす際や冠婚葬祭などのハレの料理として食べられてきた。湖北地方は内陸に位置するが、鯖の産地である若狭湾に近いため、焼鯖やなれずし、へしこなど、鯖を使った料理は身近な存在であった。焼鯖と素麺を組み合わせるようになったのは昭和40年代頃からとされる。なお、鯖街道が通る高島市朽木地区でも、焼鯖素麺は祭りに欠かせない料理として食べられている。

## 歴史

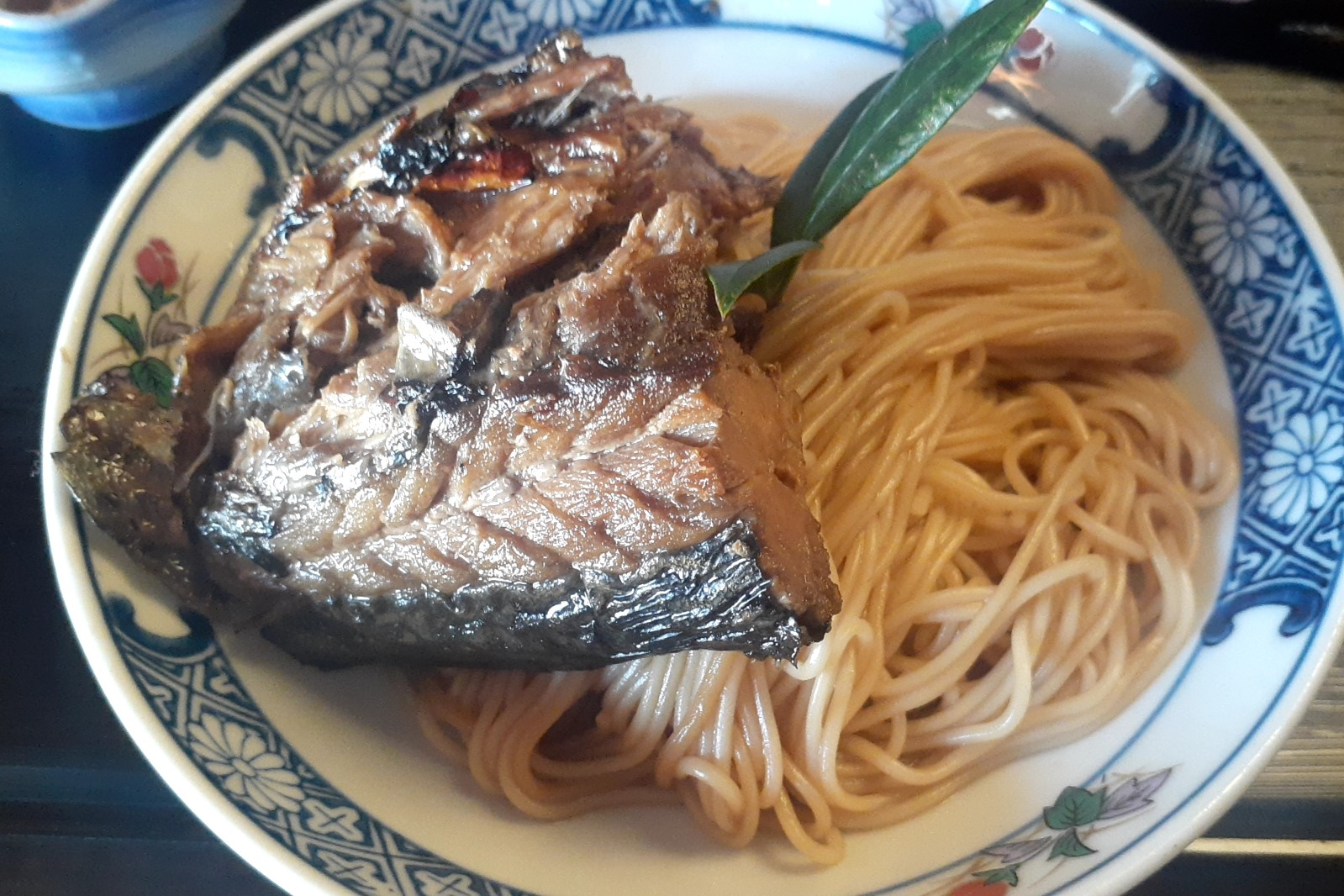
料理店で提供される焼鯖そうめん

もともと家庭料理であるが、1990年（平成2年）頃から長浜の名物料理として観光客向けに飲食店でも提供されるようになった。焼鯖素麺を看板メニューにいち早く取り入れた飲食店「翼果楼」が開店したのは1990年（平成2年）で、地元の観光協会が観光資源として注目するようになったのは2005年（平成17年）頃からという。2020年時点では長浜市中心部の9店舗で提供されているほか、地元のスーパーマーケット（フタバヤ）の惣菜コーナーなどでも販売されている。2020年（令和2年）には、地元小学生の体験学習をきっかけに焼鯖素麺の即席カップ麺が開発されて話題となった。

## 作り方

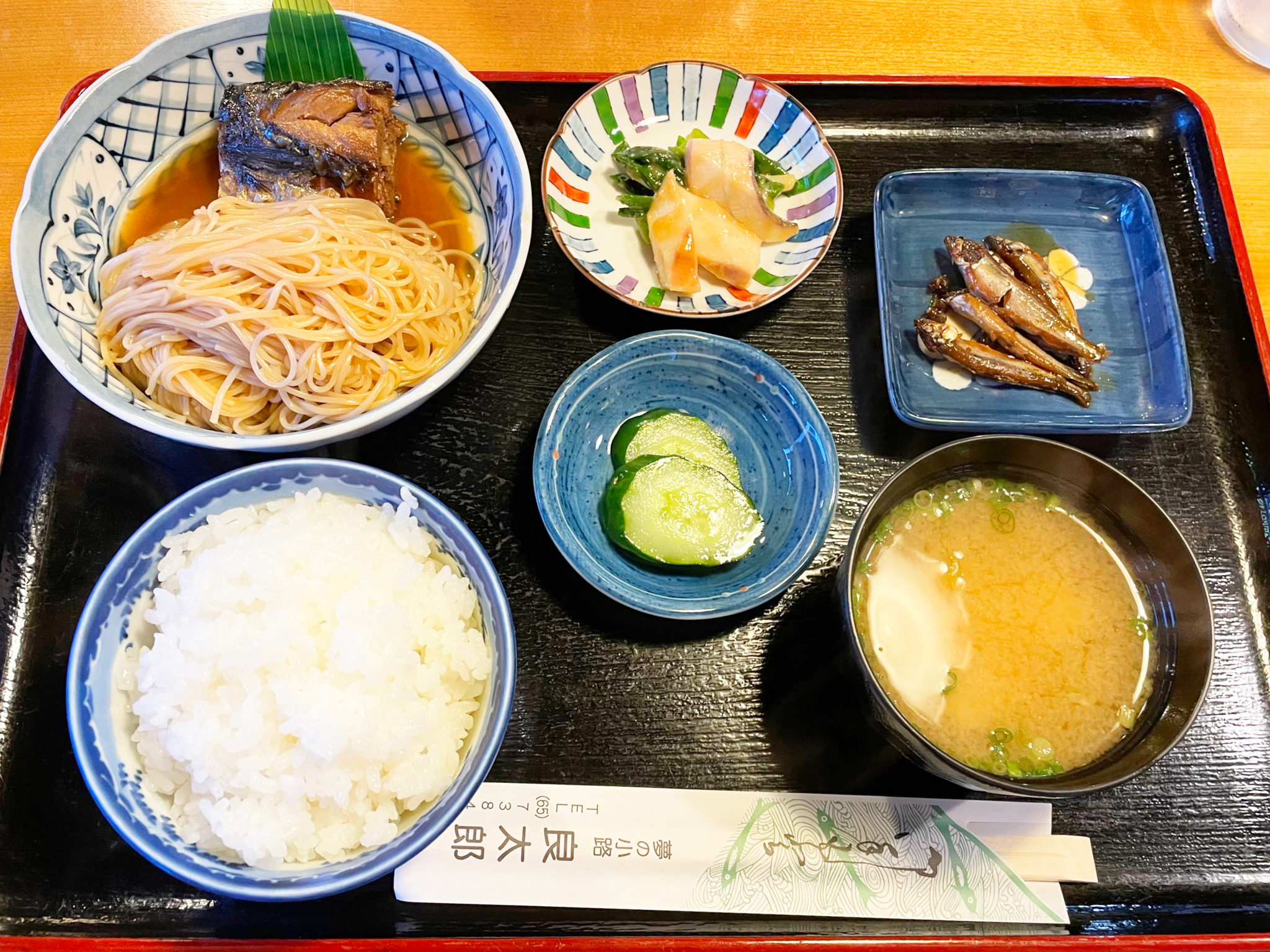
鯖そうめん定食。そうめんの味付けが濃いため、おかずに準じる扱いになっている

家庭によって味付けや作り方には細かな違いがある。
1. 焼鯖を甘辛い出汁で柔らかくなるまで煮込む。
2. 1の煮汁で素麺を煮る。
3. 素麺の上に焼鯖を乗せる。

- 濃い味付けであるため、主食としてではなく、ご飯のおかずや酒の肴として食べられることが多い[3]。